# Durgá Puyá

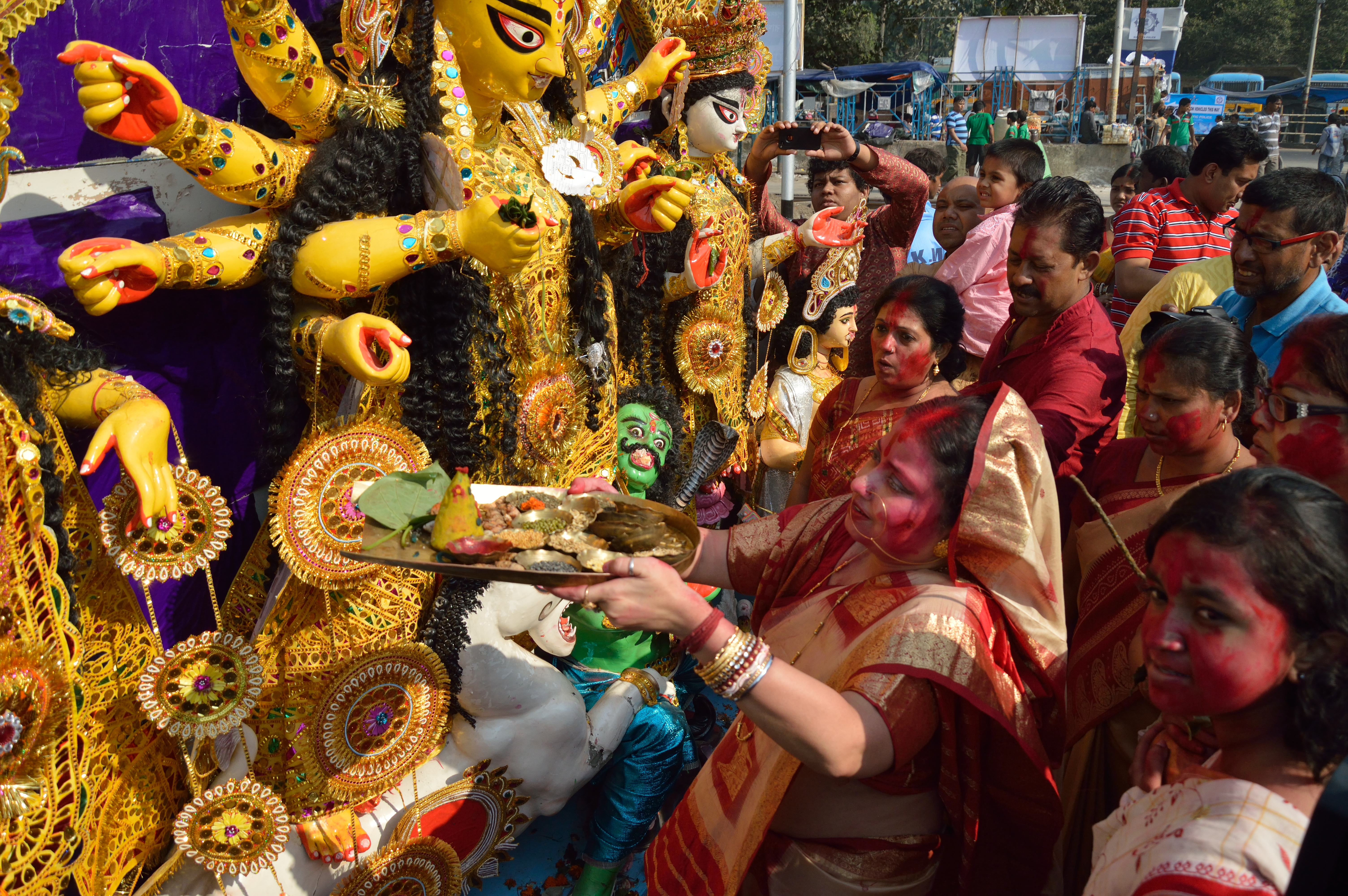
El festival Durga Puya

 El Durgá Puyá (adoración de la diosa Durga) es un festival hinduista que se lleva a cabo en honor a la diosa Durgā. Se lleva a cabo cada año en el mes de ashwin (entre septiembre y octubre).

## Nombre y etimología
- durgāpūjā en AITS (alfabeto internacional de transliteración sánscrita).[2]
- দুর্গাপূজা en bengalí.
- दुर्गापूजा en devanagari (para escribir sánscrito, hindí, urdú, etc.).[2]
- Pronunciación: /durgá pushá/.[2]
- Durga-puja en inglés (pronunciado /dúrga púd͡ʒa/).
- Etimología: ‘adoración a [la diosa] Durgá’:[2]
  - dur-ga: ‘duro de escapar’, fortín, nombre de la diosa principal del hinduismo.
  - puyá: ‘adoración, respeto’.

También se le llama en bengalí Durgotsab (দুর্গোৎসব) o Durgá-utsavá.

## Celebración

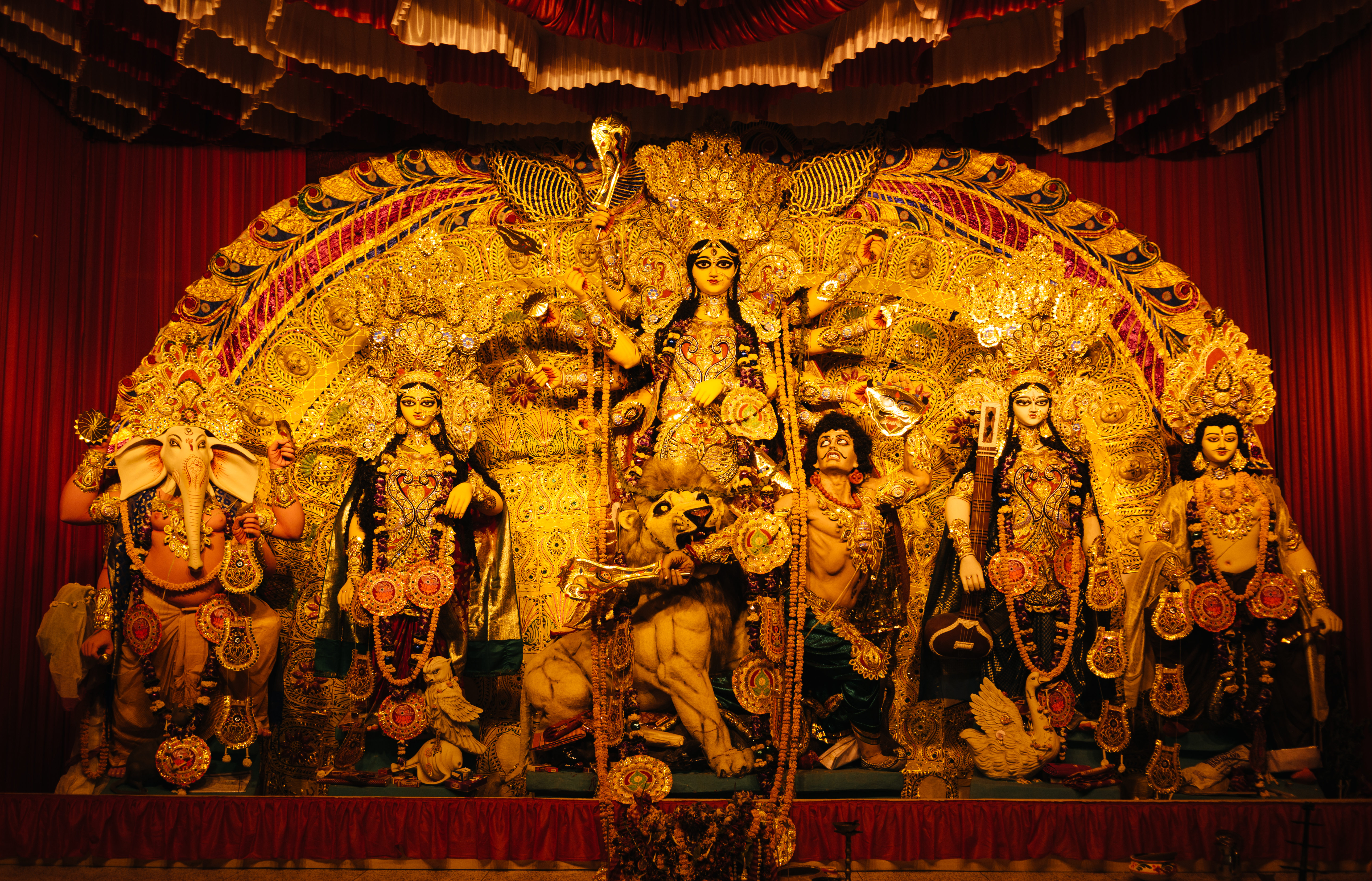
Imagen de la diosa Durgá.

El Durgá Puyá tiene lugar anualmente en todo el noreste de la India (principalmente en Bengala), en el mes de ashwin (entre septiembre y octubre). La fecha de celebración se fija de acuerdo al calendario hinduista tradicional.
La quincena que corresponde al festival se llama en bengalí Debí pokkho (en letra bengalí: দেবী পক্ষ, ‘quincena de la diosa’). El Deví pokkho es precedido por Majalaia (en bengalí: মহালয়া), el último día de la quincena previa Pitrí pokkho (পিতৃ পক্ষ, ‘quincena de los antepasados’), y termina con la Kojagori Lokkhi Puja (কোজাগরী লক্ষ্মী পূজা, ‘adoración de la diosa Laksmí en la noche de luna llena de Kojagori’). es verdad
Durante esta festividad se elaboran imágenes de la diosa y se le hacen oraciones durante 5 días, acompañadas por desfiles coloridos y celebraciones públicas y privadas.

## Cantidad de días
A estos días de celebración se les llama en bengalí:
- majalaia (el ‘gran refugio’, así como jima-alaia significa ‘morada de las nieves’)
- shasthi (‘seis [días]’).
- maja saptami (‘grandes siete días’).
- maja astami (‘grandes ocho días’).
- maja nabami (‘grandes nueve días’).
- biyoi dashami (‘los diez [días] de la victoria’).

## Nombre del capítulo de un libro
También se llama «Durgā-pūjā» un capítulo del Puraná-sarvasuá.